# Andrés Del Sol
Andrés Del Sol (Bahía Blanca, Buenos Aires, 30 de diciembre de 1972) es un ex-baloncestista argentino. Jugó por más de una década y media entre la primera y la segunda categoría del baloncesto profesional de su país, además de disputar los torneos de la Asociación Bahiense de Básquetbol y actuar durante un mes en la Liga Uruguaya de Básquetbol con la camiseta de Trouville. Se desempeñaba normalmente en la posición de base. 
En la temporada 03-04 de la LNB, mientras jugaba para Pico Football Club, registró un triple-doble contra Obras Basket al anotar 20 puntos, capturar 11 rebotes y entregar 12 asistencias.
Tras retirarse se instaló en la ciudad de Puerto Madryn, donde se convirtió en entrenador de baloncesto de equipos y selecciones locales. 
En 2008 su nombre apareció en la prensa rosa de Argentina debido a su relación con la actriz Moria Casán, la cual duró aproximadamente un año e incluyó una boda en Brasil.

## Trayectoria

### Clubes
| Club                         | País      | Año         |
| ---------------------------- | --------- | ----------- |
| Estudiantes de Bahía Blanca  | Argentina | 1990 - 1995 |
| Deportivo Valle Inferior     | Argentina | 1995 - 1996 |
| Ben Hur                      | Argentina | 1996 - 1997 |
| Estudiantes de Santa Rosa    | Argentina | 1997 - 1999 |
| Newell's Old Boys            | Argentina | 1999 - 2000 |
| Estudiantes de Santa Rosa    | Argentina | 2000 - 2001 |
| Pico Football Club           | Argentina | 2001 - 2002 |
| Conarpesa Madryn             | Argentina | 2002 - 2003 |
| Pico Football Club           | Argentina | 2003 - 2004 |
| Obras Basket                 | Argentina | 2004        |
| Belgrano de San Nicolás      | Argentina | 2005        |
| El Nacional                  | Argentina | 2005 - 2006 |
| Trouville                    | Uruguay   | 2006        |
| Comercial de Ingeniero White | Argentina | 2007        |